# Manighatta, Kolar
Manighatta là một làng thuộc tehsil Kolar, huyện Kolar, bang Karnataka, Ấn Độ.